# Tamiszi
Tamiszi – wieś w Gruzji (Abchazji), w regionie Oczamczyra. W 2011 roku liczyła 549 mieszkańców.